# Lamluda
Lamluda ist ein Dorf im heutigen Libyen, bei dem sich umfangreiche, jedoch wenig erforschte antike Ruinen befinden. Es handelt sich vielleicht um das antike Limnias (Itinerarium Antonini 68, 70), obwohl diese Identifizierung nicht gesichert ist. Der Ort liegt etwa 28 km östlich von Kyrene. Der Ort war nie das Ziel systematischer Ausgrabungen, von einer kurzen unpublizierten Expedition abgesehen. Bei dem Ort handelte es sich wahrscheinlich um eine kleinere Stadt aus byzantinischer Zeit. Es gab ein Bad, zumindest eine gepflasterte Straße, Häuser und vor allem zwei Kirchen. Die westliche Kirche steht innerhalb eines Friedhofs aus einer in den Fels gehauenen unterirdischen Grabanlage.